# Aris Prodani
Aris Prodani (Trieste, 2 maggio 1973) è un politico italiano.

## Biografia
Alle elezioni politiche del 2013 viene eletto deputato della XVII legislatura della Repubblica Italiana per il Movimento 5 Stelle. È particolarmente noto per essere contrario alla figura dell'Esperto specializzato in Grande Guerra (Il Piccolo di Trieste, 2 agosto 2014)"figura nata in ambito culturale e impiegata nel settore turistico pur non rispettando i requisiti previsti per alcuna professione turistica". Ha prodotto relativa interrogazione parlamentare.
Il 26 gennaio 2015 ha annunciato assieme ad altri 8 deputati e 1 senatore la fuoriuscita dal Movimento 5 Stelle, andando a formare il nuovo gruppo parlamentare Alternativa Libera.